# Aulacorhynchus huallagae
El tucanete del Huallaga (Aulacorhynchus huallagae) es una especie de ave piciforme de la familia Ramphastidae endémica del Perú. Es el miembro menos conocido de su familia ya que habita solo en las selvas húmedas de las laderas orientales de los Andes en una reducida región del norte de Perú. Está amenazado por la pérdida de hábitat y por ello catalogada como especie en peligro de extinción por la UICN.

## Descripción
Mide entre 37 y 44 cm de largo y pesa entre 250 y 278 gramos. Su plumaje es principalmente verde, con el obispillo rojo y una banda azul claro bordeando la parte inferior de su pecho. Se diferencia de otros miembros de su género por tener la base inferior de su cola y la zona perianal de color amarillo intenso. También es amarilla la lista que tiene tras el ojo. Su garganta es blanca y la punta de su cola es de color castaño rojizo. Su pico es gris azulado con una línea blanca rodeando su base.